# Nuevo Mezcalapa
Nuevo Mezcalapa är en ort i Mexiko.   Den ligger i kommunen Ocozocoautla de Espinosa och delstaten Chiapas, i den sydöstra delen av landet, 700 km öster om huvudstaden Mexico City. Nuevo Mezcalapa ligger 504 meter över havet och antalet invånare är 666.
Terrängen runt Nuevo Mezcalapa är kuperad. Runt Nuevo Mezcalapa är det ganska tätbefolkat, med 83 invånare per kvadratkilometer. Närmaste större samhälle är Las Pimientas, 2,8 km söder om Nuevo Mezcalapa. Omgivningarna runt Nuevo Mezcalapa är en mosaik av jordbruksmark och naturlig växtlighet.